# Lucio Urtubia

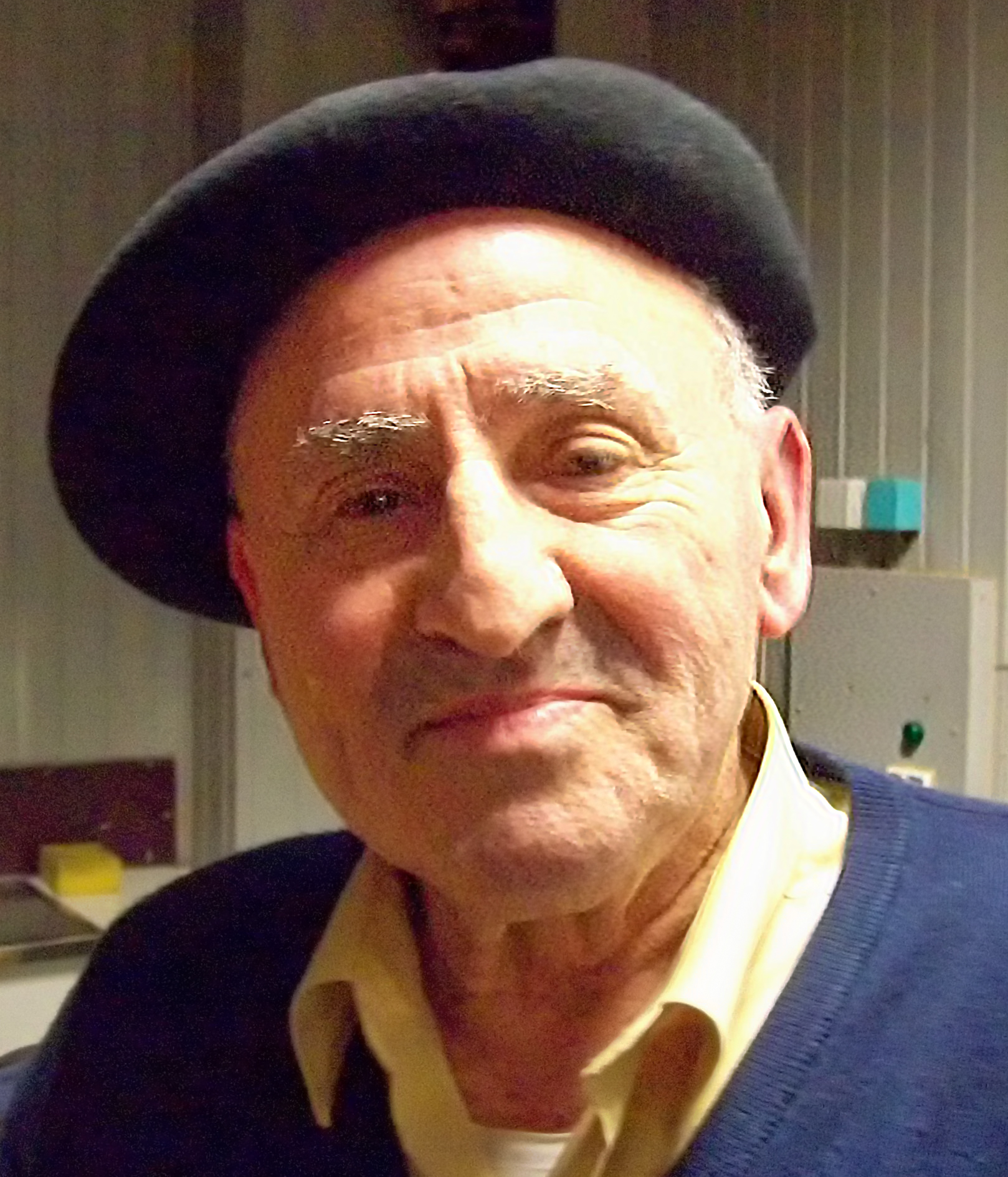
Lucio Urtubia (2010)

Lucio Urtubia Jiménez (* 18. Februar 1931 in Cascante, Navarra, Spanien; † 18. Juli 2020 in Paris, Frankreich) war ein spanischer Anarchist und Maurer. Er wurde durch direkte Aktionen der individuellen Expropriation mittels Aktionen wie Raub, Bankraub oder Fälschungen bekannt.

## Leben
Lucio Urtubia wurde in eine arme Familie mit fünf Geschwistern im carlistischen Navarra geboren. Sein Vater kam als Carlist ins Gefängnis und als Kommunist heraus. Als Neunzehnjähriger hörte Urtubia den Satz: „Wenn ich neu anfangen könnte, würde ich Anarchist.“ Im Wehrdienst entdeckte er bald Schmuggelgelegenheiten an der spanisch-französischen Grenze. Gemeinschaftlich mit anderen raubte er ein Geschäft aus. Entdeckt, desertierte er und floh 1954 nach Frankreich, weil ihm die Todesstrafe drohte. In Paris begann er als Maurer zu arbeiten. Dort kam er in Kontakt mit Jugendlichen der Anarchistischen Föderation und später mit Größen wie André Breton oder Albert Camus. Bald wurde er gebeten, das antifranquistische Maquis-Mitglied Quico Sabaté bei sich zu verstecken.
Durch El Quico ergaben sich Kontakte zu Anarchosyndikalisten der Confederación Nacional del Trabajo (CNT) in ganz Frankreich. Sabaté versorgte Familien und Libertäre im Exil in Toulouse, Perpignan, Paris wie auch verbliebene aktive Mitglieder der ehemaligen spanischen CNT in Barcelona, Zaragoza, Madrid und Pamplona. Urtubia fing nach der Festnahme und Inhaftierung von Quico an, seine „Einfälle“ in spanisches Hoheitsgebiet auszudehnen. Schließlich verübte er eine Serie von Raubüberfällen und Überfällen in Europa, um die Mittel für die revolutionäre Sache zu erhöhen, begleitet von einer Thompson-Maschinenpistole, Hinterlassenschaft aus dem Erbe Sabatés. Später ließ er davon ab aus Angst, Mitarbeiter der Banken zu verletzen.
Urtubia hatte auch begonnen, sich als Fälscher zu betätigen, sodass Guerilla oder politische Exilanten, die keine Dokumente hatten, aus seinen Händen versorgt wurden. Er schloss sich mit anderen Libertären in den 60er Jahren zusammen, um Geld zu fälschen. Sein Ziel war es, Volkswirtschaften zu destabilisieren. Als der Botschafter Kubas in Frankreich, Rosa Simeon, nach der Invasion in der Schweinebucht vorschlug, US-Besitz in Frankreich in die Luft zu sprengen, lehnte er dies ab. Allerdings wurde der Vorschlag geprüft, massive Fälschungen von US-Dollar vorzunehmen. Dies wurde jedoch durch Che Guevara, im Jahr 1962 kubanischer Industrieminister, abgelehnt.
Sein „Meisterstück“, das sein Leben veränderte, waren gefälschte Schecks der Citibank, deren Erlös, wie immer, verwendet wurde zur Unterstützung von Guerilla-Bewegungen in Lateinamerika (Tupamaros, Montoneros etc.) und Europa. Trotz der spektakulären Natur der Geldfälschung wurde er, überführt und verhaftet, nur zu sechs Monaten Gefängnis verurteilt – dank juristischer Hilfe in Frankreich und eines Eingeständnisses der Citibank, die gezwungen war, kostenträchtig ihre Druckplatten zu ändern.

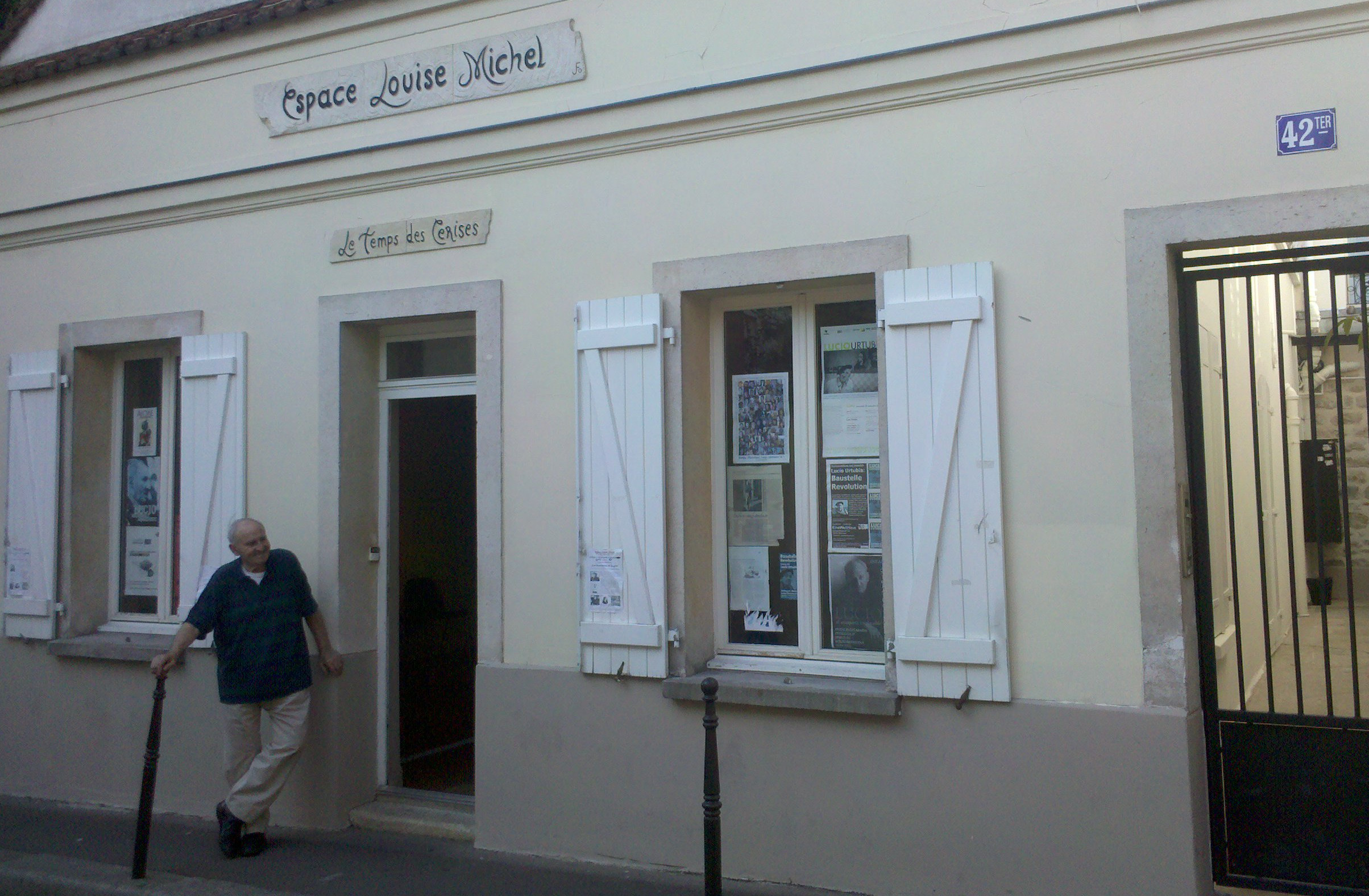
Lucio Urtubia vor dem sozialen Zentrum Espace Louise Michel

In Urtubias Leben, in dessen Verlauf fünf internationale Haftbefehle gegen ihn erlassen wurden, spiegelten sich einige politische Verwerfungen des Jahrhunderts wider. So bereitete er mit der CIA die Entführung des Nazis Klaus Barbie in Bolivien vor und soll bei der Flucht eines Black-Panther-Führers mitgewirkt haben. Er beteiligte sich an der Entführung von Javier Ruperez und vermittelte im Fall Albert Boadella. Urtubia sympathisierte mit den Autonomen-Gruppen des Movimiento Ibérico de Liberación und den Groupes d’action révolutionnaire internationalistes (Gari), vor allem mit einem seiner Mitglieder, dem Franzosen Jean-Marc Rouillan.
Urtubia verteidigte stets die Arbeit: „Wir sind Maurer, Maler, Elektriker, wir brauchen den Staat nicht, für nichts.“ Zuletzt lebte er in Paris, wohin er 1954 ins Exil gegangen war, und setzte seine Arbeit als Maurer fort, gründete und betrieb das sozio-kulturelle Zentrum Espace Louise Michel im Stadtteil Belleville, in dem er bis zuletzt auch lebte. 
Lucio Urtubia starb am 18. Juli 2020 im Alter von 89 Jahren in Paris.

## Film
- 2007 wurde im Baskenland der 93-minütige Dokumentarfilm Lucio von José Mari Goenaga und Aitor Arregi gedreht.
- 2022 kam auf Netflix der Film Ein Mann der Tat (Un hombre de acción) vom Regisseur Javier Ruiz Caldera heraus, der die Biografie Urtubias nachzeichnet.
- Interviewpartner bei dem französisch-deutscher Dokumentarfilm Belleville, belle et rebelle (2022).

## Veröffentlichungen
- Baustelle Revolution. Erinnerungen eines Anarchisten. Assoziation A, Berlin 2010, ISBN 978-3-935936-84-2.
- La revolucio malantau la charo, ISBN 978-84-17607-16-6